# 清重伸之
清重 伸之（きよしげ のぶゆき、1947年 - ）は、日本の画家。イラストレーター。徳島県出身。東京芸術大学洋画科油絵専攻卒業。東京芸術大学大学院技法材料科修了。
迎賓館天井画修復に従事する。アメリカ合衆国のセントオラフ大学でアニメーション実習を行う。現代書館の『フォー・ビギナーズ・シリーズ』の『本居宣長』『坂の上の雲』『ヤマトタケル』など、単行本のイラストを手がけている。

## 主な作品

### 作画・イラスト
- フォー・ビギナーズ・シリーズ　本居宣長　文:中島誠　現代書館  1996年3月　ISBN 9784768400753
- かさじぞう　文:ビル・ウィークス　学習研究社　2002年2月　ISBN 9784052016028
- フォー・ビギナーズ・シリーズ　司馬遼太郎と「坂の上の雲」　文:中島誠　現代書館　2002年4月　ISBN 9784768400937
- フォー・ビギナーズ・シリーズ　ヤマトタケル　文:鈴木邦夫　現代書館　2002年8月　ISBN 9784768400982
- 黄色のお星様になった猫　文:米山美沙子　文芸社　2003年12月　ISBN 9784835566764
- フォー・ビギナーズ・サイエンス　アレルギーと楽しく生きる　文:赤城智美　現代書館　2005年10月　ISBN 9784768412121
- フォー・ビギナーズ・シリーズ　民俗学の愉楽　文:谷川健一　現代書館　2008年10月　ISBN 9784768401040